# Battle of the Year - La vittoria è in ballo
Battle of the Year - La vittoria è in ballo (Battle of the Year) è un film del 2013 diretto da Benson Lee.
Il film è basato sul documentario Planet B-Boy, vincitore del Lee Award nel 2008, che ritraeva la competizione di break dance chiamata Battle of the Year, diretto dallo stesso Benson Lee; fanno parte del cast Josh Holloway, Josh Peck, Chris Brown, Laz Alonso e Caity Lotz.

## Trama
Dante Graham recluta Jason Blake per allenare una squadra di b-boy degli Stati Uniti per competere nella Battle of the Year, competizione che gli Stati Uniti non hanno mai vinto in 15 anni. Blake mette insieme una squadra composta dai migliori b-boys d'America: il Dream Team. Dopo aver superato le loro divergenze ed aver imparato a lavorare come una squadra, i membri del Dream Team arrivano alle semifinali, dove battono il team francese, campione in carica, per poi affrontare in finale i coreani, dati per favoriti. Alla fine, dopo un'esibizione straordinaria da parte di entrambe le squadre, gli americani perdono di un punto. Blake decide allora di riprendere gli allenamenti il più presto possibile per vincere il prossimo anno.

## Produzione

### Riprese
Le riprese del film sono state effettuate tra Los Angeles (California) e Montpellier (Francia).

## Distribuzione
Il film è stato distribuito nelle sale statunitensi a partire dal 13 settembre 2013 e in Italia dal 5 dicembre dello stesso anno. Il primo trailer ufficiale del film è uscito il 22 luglio 2012.

## Accoglienza

### Critica
Sull'aggregatore Rotten Tomatoes il film riceve il 6% delle recensioni professionali positive con un voto medio di 3,5 su 10 basato su 54 critiche.

### Incassi
Incassando circa 16 milioni di dollari in tutto il mondo, il film non è riuscito a rientrare nel suo budget di 20 milioni di dollari.